# Timbó Rex
O T-Rex Sports Academy é uma equipe de futebol americano brasileira, sediada em Timbó, no Estado de Santa Catarina, fundada em outubro de 2007, filiada à CBFA e à Federação Catarinense de Futebol Americano. O time é pentacampeão Catarinense de Futebol Americano e bicampeão Brasileiro.

## História
A paixão pelo futebol americano em Timbó começou através de dois amigos timboenses que inicialmente treinavam em Blumenau. Bruno e Marcelo acreditaram na filosofia e na técnica e resolveram entrar de cabeça no desafio. A equipe foi fundada em outubro de 2007 com o nome de Rhynos Football e desde então assumiu a ideologia de não apenas fazer esporte, mas também formar caráter e disciplina.
Em 2012 a franquia passou por diversas mudanças internas, uma delas foi a mudança da marca, agora conhecida chamada de T-Rex Football.
Durante o segundo semestre do ano de 2011 administração do então Rhinos trabalhou em busca de novos patrocinadores e parceiros, com o intuito de iniciar o ano de 2012 com um trabalho direcionado e mais organizado. O planejamento foi realizado visando proporcionar ao time condições de encarar objetivos ainda mais desafiadores, fazendo com que as temporadas seguintes fossem de grandes conquistas.
Por tras de toda organização de sucesso existe uma estratégia eficaz. O T-Rex possui um planejamento estratégico pioneiro no Brasil e extremamente arrojado. Conduzido por profissionais qualificados, o Projeto T-Rex estabelece objetivos para a seleção de programas de ação e execução de metas, levando em consideração cenários internos e externos a associação e a sua evolução esperada.
Buscando trabalhar com base em um modelo orientado por uma gestão estratégica focada na profissionalização de todos os setores da entidade, o T-Rex prioriza o melhor aproveitamento possível das potencialidades e diferenciais da entidade e seus colaboradores.
Vivendo uma evolução significativa em todos os departamentos, trabalhamos intensamente para superar expectativas dentro e fora de campo. Dentre as mais variadas ações, o projeto T-Rex compreende ações de Responsabilidade Social, escolinha de futebol, eventos culturais e sociais, entre outros.

## Títulos

### Campeonato Catarinense - SC Bowl
* 2015 - 1° lugar
 * 2016 - 1° lugar
 * 2017 - 1° lugar
 * 2018 - 1° lugar
 * 2019 - 1° lugar

### Campeonato Brasileiro / Torneio Touchdown
* 2015 – Torneio Touchdown (Invicto)
 * 2016 – Superliga

### Conferência Sul - Brasil Futebol Americano / Demais Nacionais
* 2014 - 1º Lugar
 * 2015 - 1º Lugar
 * 2016 - 1º Lugar
 * 2018 - 1º Lugar
 * 2019 - 1º Lugar